# Sing it Loud
《Sing it Loud》是日本音樂團體GENERATIONS的第7张单曲，於2015年1月28日由rhythm zone发售。

## 概要
- A面曲 《Sing it Loud》是TBS電視台連續劇《警部補・杉山真太郎〜吉祥寺署事件檔案》主題曲，亦是GENERATIONS第二張專輯《GENERATIONS EX》的先行單曲。
- 與前作相同，此單曲收錄了上一張單曲的英語版本。
- 此單曲有2個版本，分別有「CD+DVD」和「CD ONLY」。「CD+DVD」收錄了《Sing it Loud》的Music Video。
- 在2月9日於公信榜单曲週排行榜取得第3位。

## 收錄内容

### CD
1. Sing it Loud
（作詞：Amon Hayashi、作曲：ZETTON、SHIKATA、Chris Hope、J FAITH）
2. STORY
（作詞：片寄涼太、作曲：SIRIUS、Jonas Zekkari、Gabriel Alares、BIG-F）
3. Sing it Loud (Instrumental)
4. STORY (Instrumental)
5. Always with you（English version）
（作詞：Haruka Mizuguchi、岡田マリア、作曲：SKY BEATZ、FAST LANE）

### DVD
1. Sing it Loud（Music Video）